# La Londe
 La Londe  es una población y comuna francesa, en la región de Alta Normandía, departamento de Sena Marítimo, en el distrito de Rouen y cantón de Elbeuf.

## Demografía
| 1194 | 1423 | 1672 | 1738 | 1900 | 2007 |
| Para los censos de 1962 a 1999 la población legal corresponde a la población sin duplicidades (Fuente: INSEE [Consultar]) |      |      |      |      |      |